# راسيل هاني
راسيل هاني هو محامي وقاضي وسياسي كندي، ولد في 28 أغسطس 1921 في كندا، وتوفي في 7 يناير 2007. حزبياً، نشط في الحزب الليبرالي الكندي. وقد انتخب عضو مجلس العموم الكندي.